# Antogny-le-Tillac
Antogny-le-Tillac település Franciaországban, Indre-et-Loire megyében. Lakosainak száma 492 fő (2022. január 1.). Antogny-le-Tillac Marigny-Marmande, Pussigny, Dangé-Saint-Romain, Les Ormes és Vellèches községekkel határos.

## Népesség
A település népességének változása:
| Lakosok száma | 479  | 497  | 486  | 520  | 517  | 515  | 510  | 508  | 507  | 492  |
|               | 1968 | 1982 | 1990 | 2006 | 2013 | 2015 | 2017 | 2019 | 2020 | 2022 |